# شهرستان هیگاشی‌سونوگی، ناگاساکی

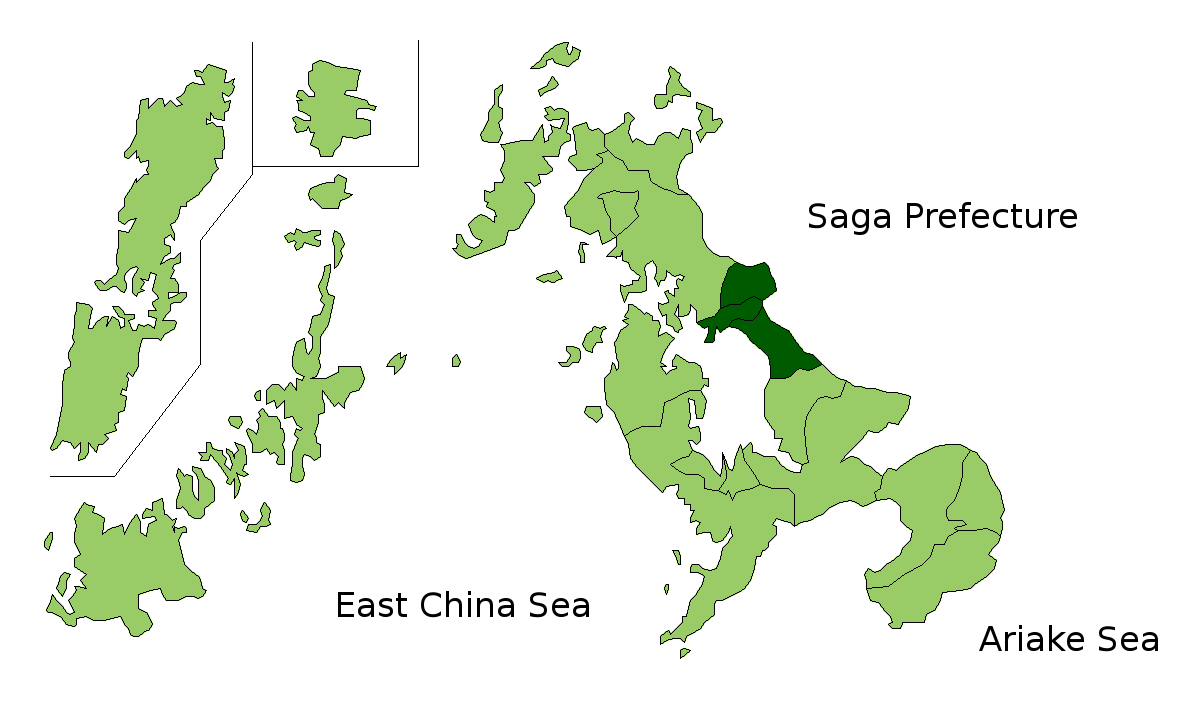

شهرستان هیگاشی‌سونوگی (انگلیسی: Higashisonogi District, Nagasaki) یکی از شهرستان‌های ژاپن است که در استان ناگاساکی در ژاپن واقع شده‌است.